# Paulo Bassul
Paulo Roberto Bassul Campos (Brasilia, 21 ottobre 1967) è un allenatore di pallacanestro e dirigente sportivo brasiliano.

## Carriera
Dal 2007 al 2009 è stato l'allenatore della Nazionale di pallacanestro femminile del Brasile, che ha guidato ai Giochi olimpici di Pechino 2008 e a due edizioni dei Campionati americani (2007, 2009).